# Leczenie krwią
Leczenie krwią, hemoterapia, krwiolecznictwo – metoda polegająca na przetaczaniu krwi pełnej lub innych preparatów krwiopochodnych stosowana w celach leczniczych. Jest ona przeprowadzana tylko w wyniku ścisłych wskazań lekarskich ze względu na możliwe powikłania.
Jest stosowana w przypadku:
- ostrej, niebezpiecznej dla zdrowia i życia utraty krwi lub osocza, np. w wyniku krwotoku lub niedrożności przewodu pokarmowego[2],
- dużego niedoboru składników krwi mogącego zagrażać życiu (np. w przebiegu hemofilii, małopłytkowości)[2],
- przewlekłej niedokrwistości, w której hematokryt osiąga poniżej 25%[2],
- gdy następuje konieczność transfuzji krwi w wyniku konfliktu serologicznego[2],
- zastosowania zastępczego pozaustrojowego krążenia krwi[2].

Powtórne, jak i każde inne następujące leczenie krwią wiąże się ze zwielokrotnieniem ryzyka i wymaga zastosowania większej ostrożności w stosunku do pacjenta.
Leczenie polegające na wstrzykiwaniu własnej krwi lub surowicy pacjenta to autohemoterapia.